# سیارک ۴۸۷۸۲
سیارک ۴۸۷۸۲ (به انگلیسی: 48782 Fierz، نامگذاری:1997SP) چهل و هشت هزار و هفتصد و هشتاد و دومین سیارک کشف شده‌است که در ۲۰ سپتامبر ۱۹۹۷ کشف شد.